# 強制委任
強制委任（德語：／法語：）或稱命令委任、委任代表制、法定委任，是指選出代表反映原選區意見，於議會內其言論及表決、須遵從其命令與訓令，否則原選區選民得罷免之。

## 概要
強制委任發軔於中世紀的階級會議，各城邦的貴族、僧侶、騎士、平民等依階級由國王召集分別開會，訓令委任於選出的代表出席會議，並在結束後對原選舉人提出報告，如未遵從者得撤換之。
例如法國三級會議乃至法國大革命改組為國民議會初期仍採強制委任。美國在殖民地及邦聯時代，人民對議會信任不足，堅持代表應受訓令約束，甚至在議會之外集會起草法案。1780年的《麻薩諸塞州憲法》明定由該州參眾兩院選出國會代表，但也可召回、或以相同方式選擇委託他人，亦是當時強制委任之一例。因此後來的《美利堅合眾國憲法》第一條第六項規定：「各該院（指參眾兩院）議員不因其在議院內所發表之言論而於議院外受詢。」
現今政治學界普遍認為強制委任會限制國會議員自主性、缺乏彈性，不利於代議民主制的發展。絕大多數民主國家採自由委任說。
共產主義國家則受巴黎公社影響實行民主集中制，選舉者可撤換被選舉者，被選舉者要對選舉者報告，如此才能代表工人階級利益、為其服務，有別於資產階級的代議政治，實與強制委任無異；但在政治學上鮮少將民主集中制與強制委任連結起來。

## 採用國家

### 烏克蘭、哈薩克
烏克蘭於2004年橙色革命後，提出憲法修正案並於2006年1月1日生效。在烏克蘭最高拉達實行強制委任，全數採政黨比例代表制，議員受政團約束，若擅自脫離或加入政團，所屬政黨（政團）的最高指導機構依法取消其資格。不過，人民選出議員卻由政黨（政團）決定去留，而招致歐洲法治民主委員會批評；結果烏克蘭憲法法院於2010年10月1日宣告該憲法修正案違憲無效。另外，哈薩克下議院議員退黨、被除名或所屬政黨解散時，即喪失資格。
僅管烏克蘭稱其為強制委任（烏克蘭語：Імперативний мандат），歐洲法治民主委員會認為更接近「政黨管理委任」（party administered mandate），避免國會議員因黨籍變動而大幅扭轉原先選民的決定。

### 中華民國
權能區分
孫中山先生主張將政治的權力，分為人民直接管理國事的「政權」、政府治理全國事務的「治權」，兩者應有區分、相互配合，人民有權、政府有能。政權在地方為人民行使選舉、罷免、創制、複決四權，在中央歸於國民大會，經由人民選舉、罷免管理國民大會代表，以間接民權方式行使直接民權。《中華民國建設之基礎》：「其在間接行使之時，為人民之代表者或受人民之委任者，只盡其能，不竊其權，予奪之自由仍在於人民，是以人民為主體」。因此理論上國民大會代表應屬強制委任為宜。
惟《中華民國憲法》第二十五條：「國民大會依本憲法之規定，代表全國國民行使政權。」第三十二條 ：「國民大會代表在會議時所為之言論及表決，對會外不負責任。」亦有自由委任之見解；大法官會議釋字第499號解釋理由書則認為可罷免去職與多數歐美國家不同，而非純粹自由委任。
委任直選
面對民進黨強烈要求公民直選總統的呼聲，於1992年修憲前夕，國民黨除公民直選總統方案外，亦參考美國選舉人團提出委任直選方案：國民大會代表候選人在選票上表明所支持黨派正副總統候選人，當選後須依原先表明支持意向選舉之，否則喪失代表資格；在此設計下，國民大會代表選舉正副總統時為強制委任，其餘仍保有非純粹自由委任性質。結果當時總統兼黨主席李登輝拍板採公民直選總統方案。
任務型國民大會
在發生國民大會代表自肥案，經釋字第499號解釋宣告修憲條文無效後，於2000年所通過《中華民國憲法增修條文》第一條規定：「國民大會代表三百人，於立法院提出憲法修正案、領土變更案，經公告半年，或提出總統、副總統彈劾案時，應於三個月內採比例代表制選出之，不受憲法第二十六條、第二十八條及第一百三十五條之限制。 」對立法院所提之憲法修正、領土變更案，以及正副總統彈劾案時，才選舉國民大會代表且集會以一個月為限的設計，普遍稱為「任務型國民大會」。
然而上述憲法第二十五、三十二條在那時未停止適用下，立法院通過的《國民大會職權行使法》卻採命令（強制）委任，與其有扞格之處；只是隨著廢除國大的民意高漲，於2005年修憲凍結國民大會，可能的爭議也一併走入歷史。

### 共產國家
前蘇聯《蘇維埃社會主義共和國聯盟憲法》第一百零七條：「 代表必須對選民以及提他為代表候選人的集體和社會組織報告自己的工作和蘇維埃的工作。辜負選民信任的代表，根據多數選民的決定，依照法律規定的程式得隨時召回。」
《中華人民共和國憲法》第七十七條：「全國人民代表大會代表受原選舉單位的監督。原選舉單位有權依照法律規定的程式罷免本單位選出的代表。」第一百零二條：「省、直轄市、設區的市的人民代表大會代表受原選舉單位的監督；縣、不設區的市、市轄區、鄉、民族鄉、鎮的人民代表大會代表受選民的監督。」
《朝鮮民主主義人民共和國社會主義憲法》第七條：「各級國家權力機關的議員同選民保持密切聯繫，並對選民負責。議員失職時選舉他的選民可隨時予以罷免。」
《越南社會主義共和國憲法》第六條：「人民通過國會、各級人民議會行使自己當家做主的權利，國會和地方各級人民議會是代表機關，代表人民的意志和願望，由人民選舉並對人民負責。國會、地方各級人民議會和其他國家機關按照民主集中制的原則進行活動。」第七條：「 國會代表、地方各級人民議會代表的選舉按普通、平等、直接和秘密投票的原則進行。當國會代表或各級人民議會代表失去人民的信任時，國會或各級人民議會及選民可將其罷免。」
其他不論過去或現在同樣是共產國家的憲法也有類似規定。